# Ratolí vellutat de Verschuren
El ratolí vellutat de Verschuren (Congomys verschureni) és una espècie de mamífer rosegador de la família dels múrids. És endèmic de la República Democràtica del Congo, on viu a altituds de fins a 1.800 msnm. El seu hàbitat natural són els boscos tropicals humits. Es desconeix si hi ha cap amenaça significativa per a la supervivència d'aquesta espècie. L'espècie fou anomenada en honor del zoòleg i biòleg belga Jacques Verschuren.